# Збрындино
Збрындино — деревня в Весьегонском муниципальном округе Тверской области.

## География
Деревня находится в северо-восточной части Тверской области на расстоянии приблизительно 16 км на юг по прямой от районного центра города Весьегонск.

## История
Известна с конца XVI века, когда она была вотчиной князей Хворостининых. Княгиня Антонида Хворостинина завещает Збрындино монастырю, и с 1618 по 1714 годы деревня становится вотчиной Троице-Сергиева монастыря. 13 дворов в 1859 году, 21 в 1931 году,. До 2019 года входила в состав Ивановского сельского поселения до упразднения последнего.

## Население
Численность населения: 87 человек (1859 год), 96 (1931), 14 (русские 100 %) в 2002 году, 8 в 2010.